# Gyrinus rugosus
Gyrinus rugosus là một loài bọ cánh cứng trong họ van Gyrinidae. Loài này được Oygur & Wolfe miêu tả khoa học năm 1991.